# L'assassinio di Jesse James per mano del codardo Robert Ford
L'assassinio di Jesse James per mano del codardo Robert Ford (The Assassination of Jesse James by the Coward Robert Ford) è un film del 2007 scritto e diretto da Andrew Dominik.
Tratto dal romanzo omonimo di Ron Hansen, pubblicato nel 1983, il film è stato prodotto da Ridley Scott e dallo stesso Brad Pitt, che nel film interpreta il fuorilegge Jesse James.
La pellicola è incentrata sull'ultimo anno di vita di Jesse James e ha i suoi punti di forza nella fotografia di Roger Deakins, nella colonna sonora di Nick Cave e Warren Ellis, e nelle interpretazioni di Pitt, premiato con la Coppa Volpi alla Mostra del Cinema di Venezia, e di Casey Affleck, candidato all'Oscar per la sua performance nel ruolo di Robert Ford.

## Trama
La storia inizia nel 1881 al primo incontro tra Jesse James e il giovane Robert Ford. Tutto il film è giocato sul rapporto tra Bob e Jesse, incentrandosi però anche sugli altri membri della banda dei Fratelli James. Jesse sa che Bob nutre da sempre una vera ammirazione nei suoi confronti, tuttavia non si fida del ragazzo e con il tempo questo atteggiamento di Jesse nei suoi confronti renderà Bob sempre più turbato e tormentato. Quando gli verrà poi proposto dalla legge di uccidere Jesse, non riuscirà a rifiutare. Dopo la morte di Jesse James, vengono mostrate le reazioni alla sua morte e l'iconizzazione dell'ex-fuorilegge, approfondendo al contempo la figura di Bob Ford, del quale si traccia un profilo ben più netto rispetto alla dimensione mitica, ma non approfondita, dello stesso James.

## Riconoscimenti
- 2008 – Premio Oscar
  - Nomination Miglior attore non protagonista a Casey Affleck
  - Nomination Migliore fotografia a Roger Deakins
- 2008 – Golden Globe
  - Nomination Miglior attore non protagonista a Casey Affleck
- 2008 – Broadcast Film Critics Association Award
  - Nomination Miglior attore non protagonista a Casey Affleck
- 2008 – Chicago Film Critics Association Award
  - Migliore fotografia a Roger Deakins
  - Nomination Miglior attore non protagonista a Casey Affleck
  - Nomination Miglior colonna sonora a Nick Cave e Warren Ellis
- 2008 – Empire Award
  - Nomination Miglior film
- 2007 – National Board of Review Award
  - Miglior attore non protagonista a Casey Affleck
- 2007 – Festival di Venezia
  - Coppa Volpi per la migliore interpretazione maschile a Brad Pitt
  - Nomination Leone d'oro a Andrew Dominik
- 2007 – Satellite Award
  - Miglior attore non protagonista a Casey Affleck
  - Nomination Migliore fotografia a Roger Deakins
  - Nomination Migliore scenografia a Patricia Norris, Martin Gendron e Troy Sizemore
  - Nomination Miglior colonna sonora a Nick Cave
- 2008 – Screen Actors Guild Award
  - Nomination Miglior attore non protagonista a Casey Affleck